# إبراهيم الهمداني
إبراهيم بن حسين الحسيني الحسيني الهمداني (.. -1026. هـ /.. -1617. م) عالم كلام والإلهيات ومفسر أقام في همذان. ولي قضاء همذان بعد أبيه ولم يشتغل به. وقد كان مقرّبًا من الشاه عباس الأول.

## طائفته
أحد فقهاء الإمامية.

## مؤلفاته
له عدة مؤلفات منها:
1. حاشية على الكشاف لمؤلفه الزمخشري في التفسير.[2]
2. الأنموذجة الإبراهيمية.[4]
3. تعليقات على كتابي الشفاء والنجاة لابن سينا.[3]